# 跌倒
跌倒（Falling）是全世界造成意外死亡的第二大原因，也是造成人體受傷的主要原因，對高齡者尤為甚之。預防高齡者跌倒是預防醫學中一項重要的工作。而對建築工、電工、礦工、油漆工等職業而言，因跌倒而墜落的比率很高。
在2015年共發生了約2億2600萬起跌倒事故，共造成52萬7000人死亡。